# Prêmio Jabuti - Crônica
Crônica é uma das categorias do Prêmio Jabuti, tradicional prêmio brasileiro de literatura que é realizado desde 1959.

## História
Em 1959, na primeira edição do Prêmio Jabuti, foi criada a categoria "Contos / Crônicas / Novelas", que reunia os três gêneros. Em 1996, a categoria passou a se chamar apenas "Contos", deixando as crônicas e as novelas sem categorias próprias. Contudo, em 1998, a categoria deu lugar a "Contos e Crônicas" (voltando a englobar os dois gêneros em uma única categoria, desta vez sem as novelas). Apenas em 2018 passou a existir uma categoria exclusiva para as crônicas, com a divisão de "Contos e Crônicas" em duas categorias independentes.

## Vencedores
| Ano  | Vencedor(a)                                        | Obra                                           | Editora        | Outros finalistas | Nota(s)     |
| ---- | -------------------------------------------------- | ---------------------------------------------- | -------------- | --- | ----------- |
| 2018 | Rubem Braga, André Seffrin e Gustavo Henrique Tuna | O poeta e outras crônicas de literatura e vida | Global Editora | - Amizade é também amor (Fabrício Carpinejar / editora Bertrand Brasil) - Branco vivo (Antonio Lino / editora Elefante) - Coisas nossas (Luiz Antonio Simas / editora José Olympio) - Demônios domésticos (Tiago Dantas Germano / editora Le Chien) - Gordos, magros e guenzos (José Almino de Alencar / editora Cepe) - História Bizarra da Literatura Brasileira (Marcel Antonio Verrumo / editora Planeta) - Não está mais aqui quem falou (Noemi Jaffe / editora Companhia das Letras) - O coração da Pauliceia ainda bate (José de Souza Martins / editora UNESP) - O país que não teve infância (Antonio Callado e Ana Arruda Callado / editora Autêntica) | [ 4 ] [ 5 ] |
| 2019 | Fernanda Young                                     | Pós-F: para além do masculino e do feminino    | LeYa           | - A arte de querer bem (Ruy Castro / editora Estação Brasil) - A Invenção dos Subúrbios (Daniel Francoy / editora Jabuticaba) - A rua do tempo - uma escrita fora do mapa (Eduardo Carvalho / editora Jaguatirica) - A vida pela bola (Luiz Guilherme Piva / editora Iluminuras) - O que eu tô fazendo da minha vida? (Daniel Bovolento / editora Planeta) - Onde se amarra a terra vermelha (Marco Aurélio Cremasco / editora Nave) - Perambule (Fabrício Corsaletti / editora 34) - Refúgio no sábado (Míriam Leitão / editora Intrínseca) - Velhos são os outros (Andréa Pachá / editora Intrínseca)                                                          | [ 6 ] [ 7 ] |